# Романов Лес
Романов Лес (бел. Раманаў Лес) — посёлок в Ветковском районе Гомельской области Белоруссии. Входит в состав Приснянского сельсовета.

## Административное устройство
До 9 апреля 2023 года входил в состав Шерстинского сельсовета.

## География

### Расположение
В 17 км на северо-запад от Ветки, 25 км от Гомеля.

## Транспортная сеть
Транспортные связи по просёлочной, затем автомобильной дороге Даниловичи — Ветка. Планировка состоит из короткой прямолинейной, широтной улицы. Застройка деревянная усадебного типа.

## История
Основан в конце XIX века как фольварк в Речковской волости Гомельского уезда Могилёвской губернии. В 1909 году 320 десятин земли. На 1920-е годы приходится активная застройка посёлка. В 1926 году в Шерстинском сельсовете Ветковского района Гомельского округа В 1931 году жители вступили в колхоз. Во время Великой Отечественной войны 10 жителей погибли на фронтах. В 1959 году в составе колхоза «Октябрь» (центр — деревня Шерстин).

## Население

### Численность
- 2004 год — 11 хозяйств, 16 жителей.

### Динамика
- 1897 год — 1 двор, 7 жителей (согласно переписи).
- 1909 год — 11 жителей.
- 1926 год — 20 дворов, 113 жителей.
- 1940 год — 35 дворов, 132 жителя.
- 1959 год — 165 жителей (согласно переписи).
- 2004 год — 11 хозяйств, 16 жителей.